# Guarea mexicana
Guarea mexicana är en tvåhjärtbladig växtart som beskrevs av Coronado. Guarea mexicana ingår i släktet Guarea och familjen Meliaceae. Inga underarter finns listade i Catalogue of Life.